# Reidar Sundby
Reidar Sundby (17 ottobre 1926 – 27 ottobre 2014) è stato un calciatore norvegese, di ruolo attaccante.

## Carriera

### Club
Sundby vestì la maglia del Larvik Turn. Fu capocannoniere del campionato 1958-1959, con 13 reti.
È il padre di Tom Sundby.

### Nazionale
Disputò una partita per la Norvegia. Il 19 settembre 1954, infatti, fu in campo in occasione del pareggio per 1-1 contro la Svezia.